# Faucaria gratiae
Faucaria gratiae är en isörtsväxtart som beskrevs av L. Bol. Faucaria gratiae ingår i släktet Faucaria och familjen isörtsväxter. Inga underarter finns listade i Catalogue of Life.